# رومن ایوانوسکی
رومن ایوانوسکی (به انگلیسی: Roman Ivanovsky) (زادهٔ ۲۹ ژوئن ۱۹۷۷) شناگر اهل روسیه است.